# Gilów (województwo dolnośląskie)
Gilów (niem. Girlachsdorf) – wieś w Polsce położona w województwie dolnośląskim, w powiecie dzierżoniowskim, w gminie Niemcza.

## Podział administracyjny
W latach 1954–1968 wieś należała i była siedzibą władz gromady Gilów, po jej zniesieniu w gromadzie Niemcza. W latach 1975–1998 miejscowość administracyjnie należała do województwa wałbrzyskiego.

## Demografia
Jest największą miejscowością gminy, liczącą 697 mieszkańców (2011).

## Zabytki
Do wojewódzkiego rejestru zabytków wpisane są obiekty:
- gotycki kościół fil. pod wezwaniem św. Jadwigi z XVI wieku z polichromiami
- zespół pałacowy, z XVIII–XIX w.:
  - pałac, z XIX wieku
  - park
  - ogrodzenie z bramką w parku

inne zabytki:
- Tatarski Okop.

## Szlaki turystyczne
droga Szklary-Samborowice – Jagielno – Przeworno – Gromnik – Biały Kościół – Nieszkowice – Czerwieniec – Żelowice – Ostra Góra – Niemcza – Tatarski Okop – Dolina Piekielnego Potoku – Gilów – Marianówek – Piława Dolna – Owiesno – Góra Parkowa – Bielawa – Kalenica – Nowa Ruda – Tłumaczów – Radków – Pasterka – Karłów – Skalne Grzyby – Batorów – Duszniki-Zdrój – Szczytna – Zamek Leśna – Polanica-Zdrój – Bystrzyca Kłodzka – Igliczna – Międzygórze – Przełęcz Puchacza
 Przełęcz Srebrna – Mikołajów – Brzeźnica – Grochowiec – Tarnów – Ząbkowice Śląskie – Zwrócona – Brodziszów – Skrzyżowanie pod Grzybowcem – Tatarski Okop – Gilów – Zamkowa Góra – Słupice – Przełęcz Słupicka – Przełęcz Tąpadła – Biała – Strzelce